# Уливанова, Елена Харитоновна
Елена Харитоновна Уливанова (в девичестве — Егорова; род. 10 июня 1967, Смолькино, Куйбышевская область) — советская и российская самбистка , серебряный призёр чемпионата Европы по самбо (1992), чемпионка СССР и мира по самбо, мастер спорта СССР международного класса.

## Биография
Родилась в чувашской семье. В 1993 году окончила факультет физического воспитания Самарского государственного педагогического института. Живёт и работает в посёлке Суходол Сергиевского района Самарской области.

## Спортивные результаты
- Чемпионат СССР по самбо 1990 года — ;
- Чемпионат СССР по самбо 1991 года — ;
- Чемпионат СССР по самбо 1992 года   -1;
- Чемпионат СССР по дзюдо 1988 года -2;
- Чемпионат Мира (Москва)по самбо 1990 года  -1;
- Чемпионат Мира (Минск) по самбо 1992 года-1;
- Чемпионат Европы по самбо(Калининград) 1992 г-2;